# Plan de gestion

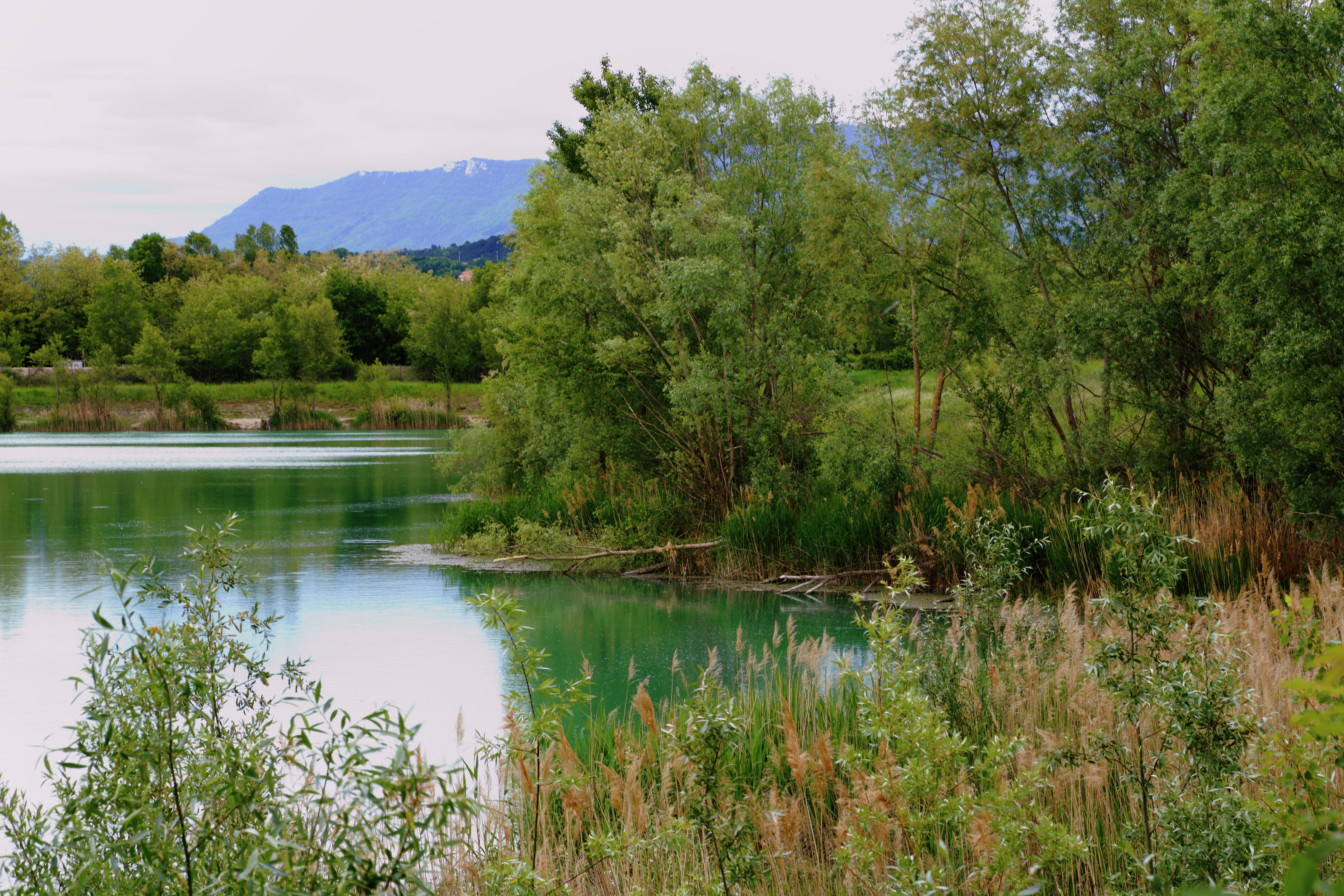
Les Ramières du Val de Drôme, sont gérées conformément à un document unique qui fait office de "plan de gestion" de la réserve naturelle régionale et de "document d'objectifs" du site Natura 2000.

Un plan de gestion est un document définissant les enjeux et objectifs de gestion d'un espace naturel protégé ou d'un espace géré de manière différencié (forêt privée…). Pour l'Union internationale pour la conservation de la nature, il est essentiel de prévoir une concertation la plus complète possible des acteurs locaux et des objectifs communs pour la pérennité des aires protégées.
Il peut porter différents noms selon le pays ou le type d'espace : document d'objectif, plan de gestion, plan directeur…

## International

### Plan de gestion du Patrimoine mondial
Depuis 2005, la convention du Patrimoine Mondial exige l'existence d'un plan de gestion (ou d'un document similaire) des biens candidats à l'inscription au patrimoine mondial.

## En France

### Plans de gestion des réserves naturelles
La rédaction d’un plan de gestion est obligatoire pour les réserves naturelles nationales et régionales depuis le décret no 2005-491 du 18 mai 2005. Il est établi pour une durée de cinq ans.
En France, l'atelier technique des espaces naturels a édité en 2006 un guide méthodologique donnant des conseils pour établir les plans de gestion des réserves naturelles.
Ces documents comprennent ainsi :
- une description et une analyse de l’état initial (état initial de la réserve) ;
- une évaluation de la valeur patrimoniale (avec définition des objectifs de gestion) ;
- une programmation des opérations ;
- les modalités d’évaluation du plan.

L'article R332-17 du code de l'environnement précise que le comité consultatif d'une réserve naturelle nationale est consulté sur le projet de plan de gestion.
L'article R332-21 en définit le contenu : une évaluation scientifique du patrimoine naturel de la réserve et de son évolution d'une part, et, d'autre part, les objectifs que le gestionnaire s'assigne en vue de la protection des espaces naturels de la réserve.
L'article R332-22 détermine la durée du plan à cinq ans et précise qu'il est soumis à la consultation du conseil scientifique régional du patrimoine naturel et pour le premier plan, au Conseil national de la protection de la nature (CNPN). Il précise également des modalités de renouvellement à l'issue de la première période de cinq ans.
De même, l'article R332-43 dispose que le gestionnaire élabore un projet de plan de gestion qui s'appuie sur une évaluation scientifique du patrimoine naturel de la réserve et de son évolution et décrit les objectifs que le gestionnaire s'assigne en vue de la protection des espaces naturels de la réserve.
Ce projet est soumis à l'avis du comité consultatif et, le cas échéant, du conseil scientifique de la réserve. Il est ensuite approuvé par le Conseil régional, après consultation du conseil scientifique régional du patrimoine naturel.

### Chartes des Parcs nationaux
La charte d'un parc national contient des prescriptions réglementaire pour la partie cœur du parc ainsi que des objectifs de conservation du patrimoine naturel et culturel, appliqués par le biais de conventions avec les collectivités et autres partenaires dans l'aire d'adhésion. Ce document de gestion est valable pour une durée de 12 ans.